# Samodzielna Grupa „D” Departamentu IV MSW
Grupa Operacyjna do Zadań Dezintegracyjnych – głęboko zakonspirowana w strukturach MSW PRL komórka operacyjna Służby Bezpieczeństwa Ministerstwa Spraw Wewnętrznych powołana 19 listopada 1973 przez ministra spraw wewnętrznych Stanisława Kowalczyka. Podlegała bezpośrednio dyrektorowi Departamentu IV MSW. Zajmowała się dezintegracją Kościoła katolickiego w Polsce.
Szefem grupy został ówczesny dyrektor Departamentu IV płk Konrad Straszewski, a jej kierownikiem Zenon Płatek.

## Struktura organizacyjna
Powstała początkowo dla operacyjnego zabezpieczenia pielgrzymek. Chodziło o penetrację i dezintegrację środowisk, które organizowały piesze pielgrzymki do miejsc kultu religijnego w Polsce. 15 czerwca 1977 grupa została przekształcona w osobny Wydział VI Departamentu IV MSW, a zlecano jej odtąd coraz szerszy wachlarz zadań operacyjnych. Jednocześnie utworzono jego terenowe ekspozytury, tworząc sekcje IV w wydziałach IV Komend Wojewódzkich Milicji Obywatelskiej.
W 1984, po zabójstwie ks. Jerzego Popiełuszki Wydział VI przemianowano na Wydział Studiów i Analiz, zacierając jego poprzednią strukturę organizacyjną, a kompetencje Wydziału VI przenosząc do Wydziału IV.

### Kierownicy grupy „D” i Naczelnicy Wydziału VI
- Zenon Płatek (do 1976)
- Tadeusz Grunwald (do sierpnia 1982)
- Grzegorz Piotrowski (od grudnia 1982 do lutego 1983)
- Wiesław Fenicki
- Romuald Będziak (od 10 maja 1984)
- Robert Szczepański

## Działalność operacyjna

### Współpraca z KGB
Jak wszystkie Departamenty MSW PRL, także grupa „D” podlegała nadzorowi ze strony radzieckich służb specjalnych. Funkcjonariusze grupy „D” w okresie od 1971 do 1987 25 razy oficjalnie wyjeżdżali do ZSRR, a pracownicy KGB wizytowali Departament IV 4 razy.
Twórca grupy płk Konrad Straszewski podpisał w listopadzie 1975 w Moskwie plan wspólnych przedsięwzięć operacyjnych Zarządu V KGB i Departamentu IV MSW w zakresie zwalczania Kościoła rzymskokatolickiego oraz rozpracowywania Watykanu. Wzajemne kontakty nasiliły się jeszcze po wyborze Karola Wojtyły na papieża w październiku 1978 roku.

### Metody
Jako grupa głęboko zakonspirowana w strukturze Departamentu IV MSW, nie prowadziła dokumentacji operacyjnej, niszcząc wszystkie dokumenty zaraz po wykonaniu zadań zleconych bezpośrednio przez dyrektora Departamentu.
O działaniach grupy „D” na bieżąco informowane były najwyższe władze Polskiej Zjednoczonej Partii Robotniczej, o czym świadczą zachowane dokumenty, zaadresowane m.in. do Edwarda Babiucha, Stanisława Kani, Jerzego Łukaszewicza, Andrzeja Werblana, Jerzego Kuberskiego i Kazimierza Kąkola.
Działalność tego organu skupiała się na dokonaniu wewnętrznej dezintegracji Kościoła katolickiego w Polsce. Temu celowi miało służyć pogłębianie różnic w obrębie hierarchii katolickiej, podważanie autorytetu księży w oczach wiernych, kompromitacja obyczajowa kleru itp.
W tym celu wykorzystywano tajnych współpracowników Służby Bezpieczeństwa PRL ulokowanych w strukturach samego Kościoła, jak też wśród wiernych. Grupa przeprowadzała także akcje o charakterze kryminalnym, zagrażające życiu i zdrowiu osób oraz ich mieniu.

### Działania przestępcze
Z inspiracji grupy „D” powstało wiele ruchów kontestacyjnych, które potem umiejętnie wykorzystano w podsycaniu napięć i wywoływaniu konfrontacji z władzami PRL. Grupa „D” tworzyła też grupy przestępcze, które podejmowały ataki na piesze pielgrzymki na Jasną Górę. Dochodziło do ataków fizycznych na pielgrzymów, odurzania ich środkami narkotycznymi, podrzucano też materiały pornograficzne, prezerwatywy i inne kompromitujące materiały.
Od połowy lat 70. grupa „D” wydawała miesięcznik „Ancora”, związany z Polskim Centrum Odnowy Soborowej, na łamach którego podsycała istniejące różnice wśród kleru rzymskokatolickiego, związane z niechęcią niektórych księży do wprowadzania ustaleń II Soboru Watykańskiego. Podobny charakter miały utworzone przez SB pisma „Nowa Droga” i „Forum Katolików”.
21 stycznia 1983 r. trzech członków grupy pod dowództwem kpt. Grzegorza Piotrowskiego uprowadziło do Puszczy Kampinoskiej Janusza Krupskiego, parząc go dotkliwie żrącym płynem, w wyniku czego doznał poparzeń I i II stopnia.
2 lutego 1983 r. grupa „D” podjęła próbę skompromitowania Jana Pawła II przed jego II Podróżą Apostolską do Polski, podrzucając do mieszkania redaktora „Tygodnika Powszechnego” ks. Andrzeja Bardeckiego spreparowany pamiętnik Ireny Kinaszewskiej, znajomej Wojtyły.
W połowie 1983 r. 20 członków grupy „D”, podszywając się pod głosy do redakcji, zamieściło swoje listy z poparciem dla szkalującego osobę ks. Henryka Jankowskiego artykułu Czerwona rzodkiewka w „Głosie Wybrzeża”.
Do zadań grupy należała m.in. stała inwigilacja 100 duchownych rzymskokatolickich, których działalność SB uznała za szczególnie niebezpieczną dla reżimu komunistycznego. 19 października 1984 pracownicy grupy „D”: kpt. Grzegorz Piotrowski, por. Waldemar Chmielewski i por. Leszek Pękala uprowadzili, a następnie zamordowali po długotrwałych torturach ks. Jerzego Popiełuszkę.
Działalności grupy „D” przypisuje się także zabójstwa księży związanych z opozycją demokratyczną w PRL: Sylwestra Zycha, Romana Kotlarza, Stefana Niedzielaka, Stanisława Suchowolca, Antoniego Kija, Stanisława Kowalczyka i Stanisława Palimąki.